# Bergues
Bergues település Franciaországban, Nord megyében. Lakosainak száma 3543 fő (2022. január 1.). Bergues Socx, Bierne, Hoymille, Quaëdypre és Téteghem-Coudekerque-Village községekkel határos.

## Népesség
A település népességének változása:
| Lakosok száma | 3889 | 3805 | 3790 | 3653 | 3637 | 3600 | 3580 | 3561 | 3543 |
|               | 2013 | 2015 | 2016 | 2017 | 2018 | 2019 | 2020 | 2021 | 2022 |